# Johanneskirche (Lörrach)

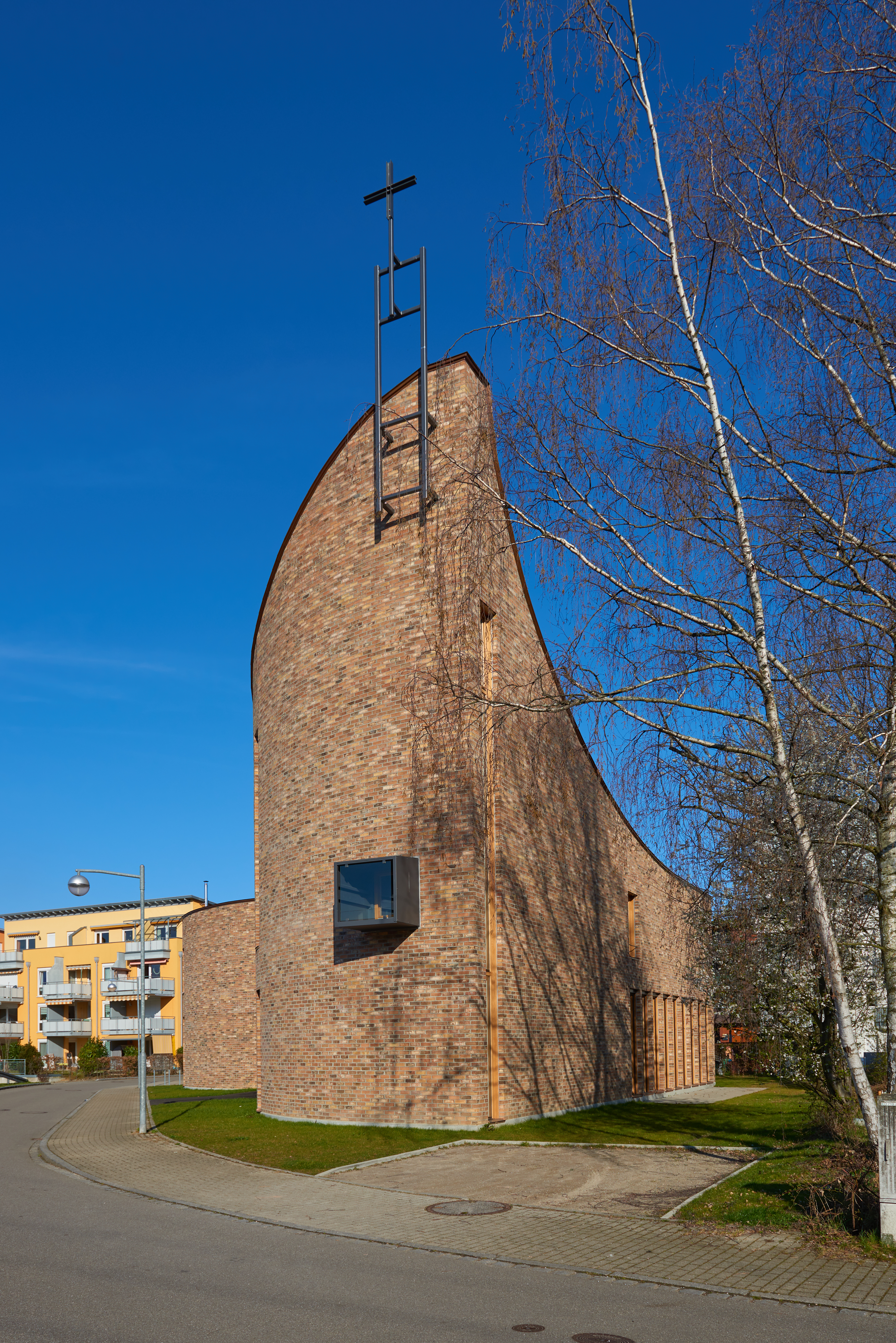
Johanneskirche von Westen

Die Johanneskirche ist ein zwischen 2014 und 2015 erbauter Sakralbau in dem Lörracher Stadtteil Stetten. Der geklinkerte Gebäudekomplex liegt gut sichtbar südlich des Stettener Ortskerns im Wohnquartier Stetten-Süd und kombiniert Kirche und Gemeindehaus.
Neben den Gottesdiensten der evangelischen Johannesgemeinde nutzen die internationale (afrikanische) Gemeinde sowie die serbisch-orthodoxe Gemeinde die Räumlichkeiten. Ebenso dienen die Räumlichkeiten zeitweise für kulturelle Veranstaltungen wie Konzerte oder Vorträge.

## Geschichte
Die Johannesgemeinde ist die Pfarrei, welche in der Johanneskirche beheimatet ist. Diese zog im Jahre 1970 den Gemeindemitgliedern in das neue Wohnquartier Neumatt in Stetten von der Stadtkirche in das neu errichtete Gemeindezentrum an der Suttersmattstraße um. Als dieses Gebäude sanierungsbedürftig wurde und die großen Räumlichkeiten nicht mehr benötigt wurden, entschied man sich, ein weiteres Mal zu bauen. Hierfür wurden intensive Gespräche zwischen dem Kirchenbauamt Karlsruhe, der Evangelischen Kirchengemeinde Lörrach und der Johannesgemeinde geführt, um trotz der strengen Sparvorschriften der evangelischen Landeskirche ein vielseitig nutzbares Gebäude zu verwirklichen.
Für den Neubau wurde 2012 ein Wettbewerb veranstaltet, bei welchem sieben Architekturbüros teilnahmen. Das Gesamtbudget wurde dabei auf 1,1 Millionen Euro festgelegt. Der Entwurf des Lörracher Architekturbüros Wilhelm und Hovenbitzer und Partner, welche einen geschwungenen Bau mit Glockenträger vorschlugen, erhielt den ersten Platz. Die Tragwerksplanung und die ingenieurtechnische Überwachung oblag der Ingenieurgruppe Flösser aus Bad Säckingen. Der ursprünglich vorgeschlagene offene Glockenträger wurde aus Rücksicht zum benachbarten Wohngebiet verworfen und durch eine Geläut im Kircheninneren ersetzt.
Um den Bau zu finanzieren, verkaufte die Kirchengemeinde Lörrach das ehemalige Gemeindezentrum und zog übergangsweise in die nahegelegene römisch-katholische Kirche Heilige Familie in der Käppelestraße um. Der Bau wurde mit 1,34 Millionen Euro Kosten veranschlagt.

## Beschreibung

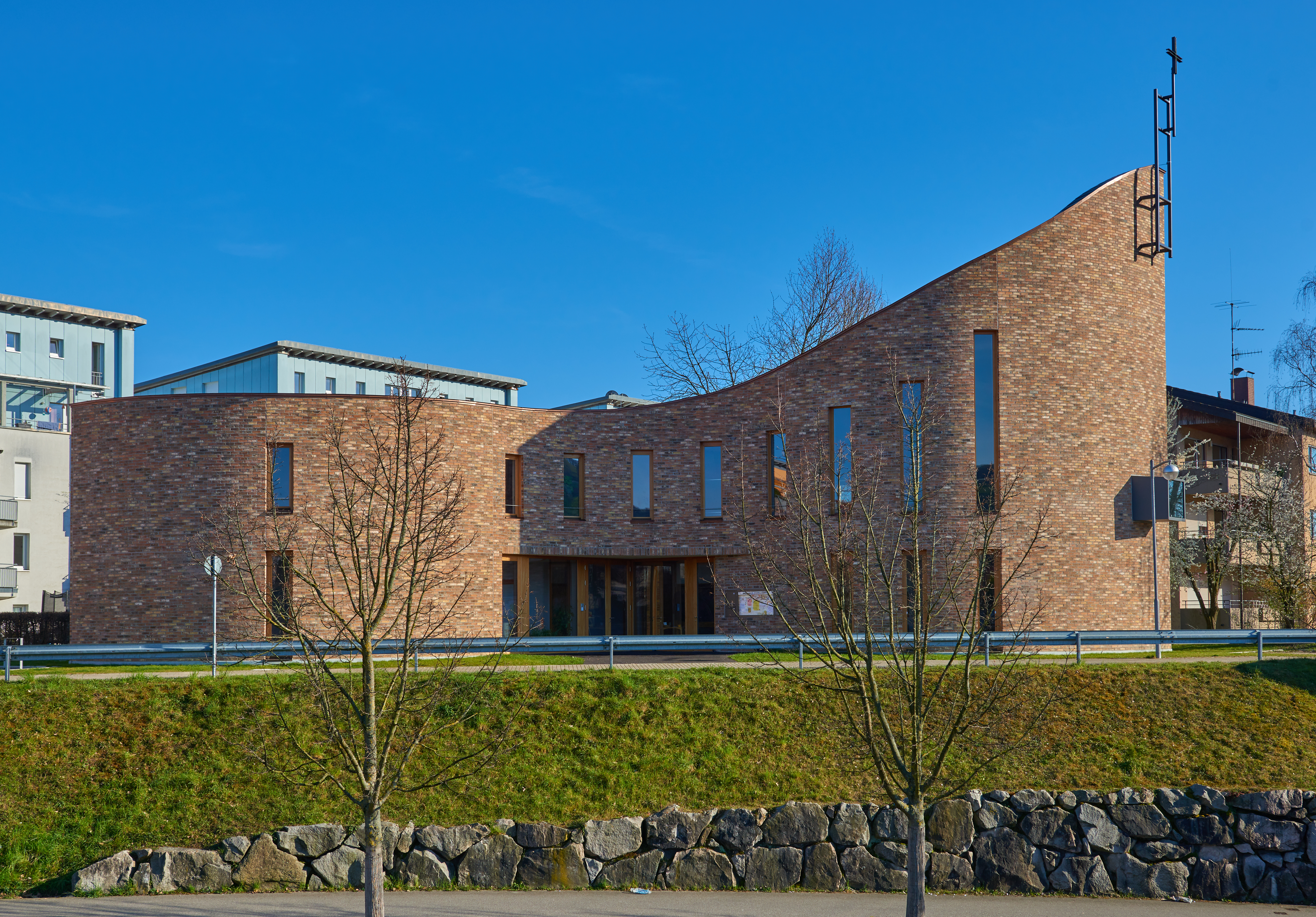
Blick von Norden

Das Grundstück der Johanneskirche nahe der S-Bahnlinie hat eine Nutzfläche von rund 450 Quadratmetern und ist durch die Unterführung der oberen Riehenstraße, bzw. der Riehenstraße dreieckig geschnitten. Das Kirchengebäude schmiegt sich in seinem geschwungenen, einer Herzform ähnelnden Grundriss an die ungewöhnliche Grundstücksform an und verzichtet durch die gegen Westen aufsteigende Dachlinie auf einen Kirchturm. Die verklinkerte und grob verfugte Außenfassade variiert in den drei Farbnuancen Graugelb, Orange und Dunkelbraun. Die Tür- und Fensterrahmen sind mit Eichenholz verkleidet.
Die Kirchenglocke befindet sich in einem Fensterkasten platziert. An der höchsten Stelle des Dachs ragt ein rechteckiges Haltegerippe auf, welches an seiner höchsten Stelle ein schlichtes Kreuz trägt.
Im Innenraum sind diverse Gruppenräume, Büroräume, Toiletten und eine Empore untergebracht. Die Innenraumwände sind unverputzt; der Sichtbeton weist deutliche Spuren der Verschalung auf. Der Gemeinschaftsraum beträgt 60 Quadratmeter, der eigentliche Kirchenraum weist 55 Quadratmeter auf. Das gesamte Grundstück samt den zugehörigen Freiflächen beträgt 854 Quadratmeter.